# Teatro Biobío

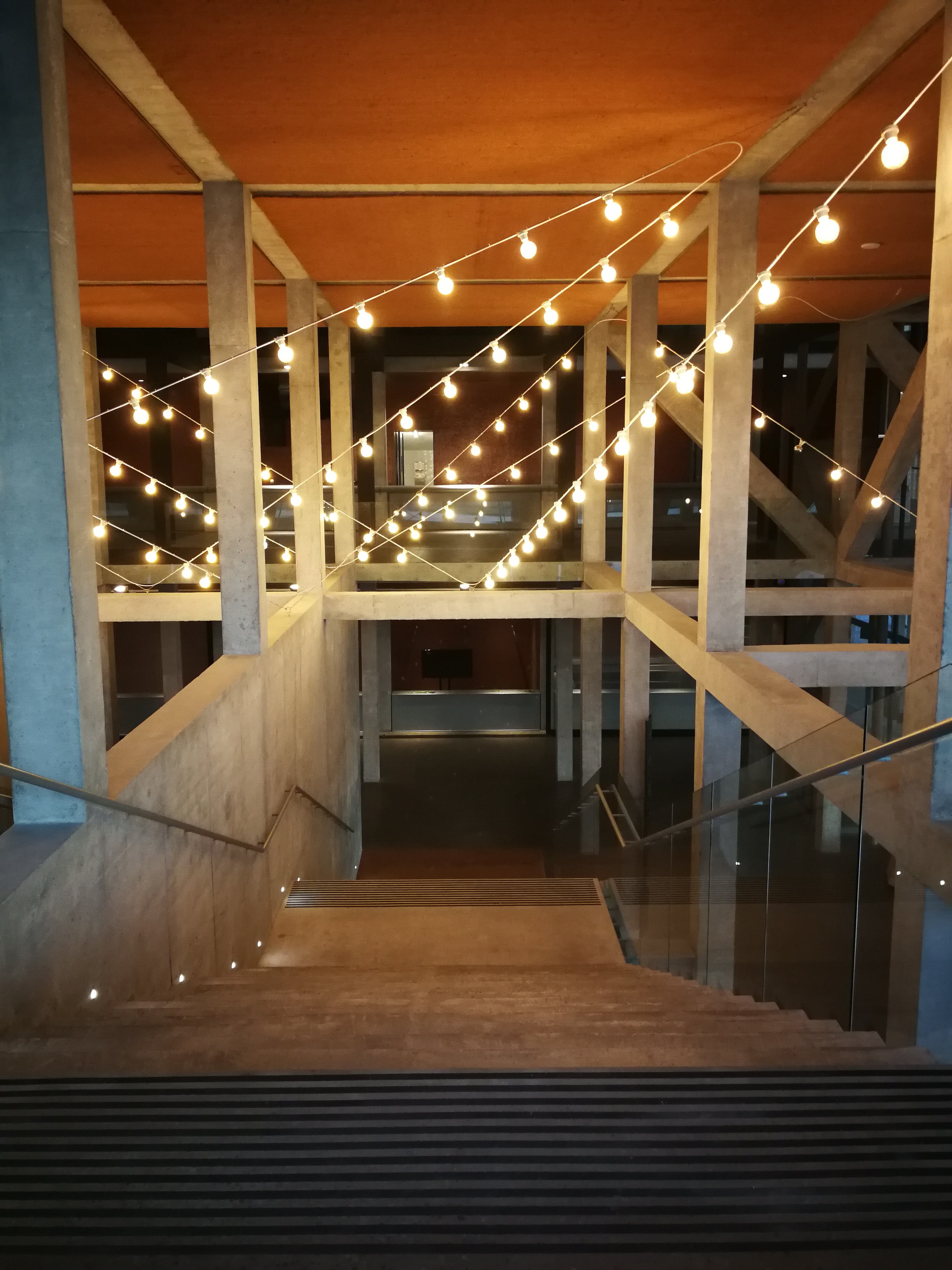
Escaleras al interior del teatro.

El Teatro Biobío, también conocido como Teatro Regional del Biobío, es un teatro ubicado en Concepción, Chile, y fue inaugurado el 7 de marzo de 2018 por la entonces presidenta de la República, Michelle Bachelet.
El edificio fue diseñado por los arquitectos chilenos Smiljan Radic Clarke, Gabriela Medrano y Eduardo Castillo.
Desde 2022 alberga, junto al Parque Bicentenario de la ciudad, el Festival Rock en Conce.

## Historia

### Teatro Pencopolitano (1994-2013)
El origen del Teatro Biobío o Teatro Pencopolitano se remonta a 1994 y hasta principios del siglo XXI, como un proyecto del programa de recuperación de la ribera norte del río Biobío en la ciudad de Concepción, Chile. Sería un moderno teatro que se planeaba construir en el Parque Costanera. Formaba parte del Proyecto Bicentenario desde su constitución, el año 2000.
Parte de su estructura pasaría por sobre el río Biobío, convirtiéndolo no sólo en un receptáculo cultural de la zona, sino además en un foco turístico importante. El proyecto se encontraba detenido por falta de financiamiento y de coordinación de las partes interesadas. Se había conformado una Corporación destinada a la recepción de nuevos socios, preocupándose de la permanente gestión del proyecto para buscar eventuales adjudicaciones futuras de apoyos financieros tanto gubernamentales como privados.
En abril de 2013, no obstante, se aprobó una modalidad de financiamiento para un proyecto diferente, destinado a la creación del Teatro Regional del Biobío, lo que significó luz verde para el proyecto de un nuevo teatro para la región, y el cese de los intentos por construir el Teatro Pencopolitano.

### Teatro Biobío (2013-2018)

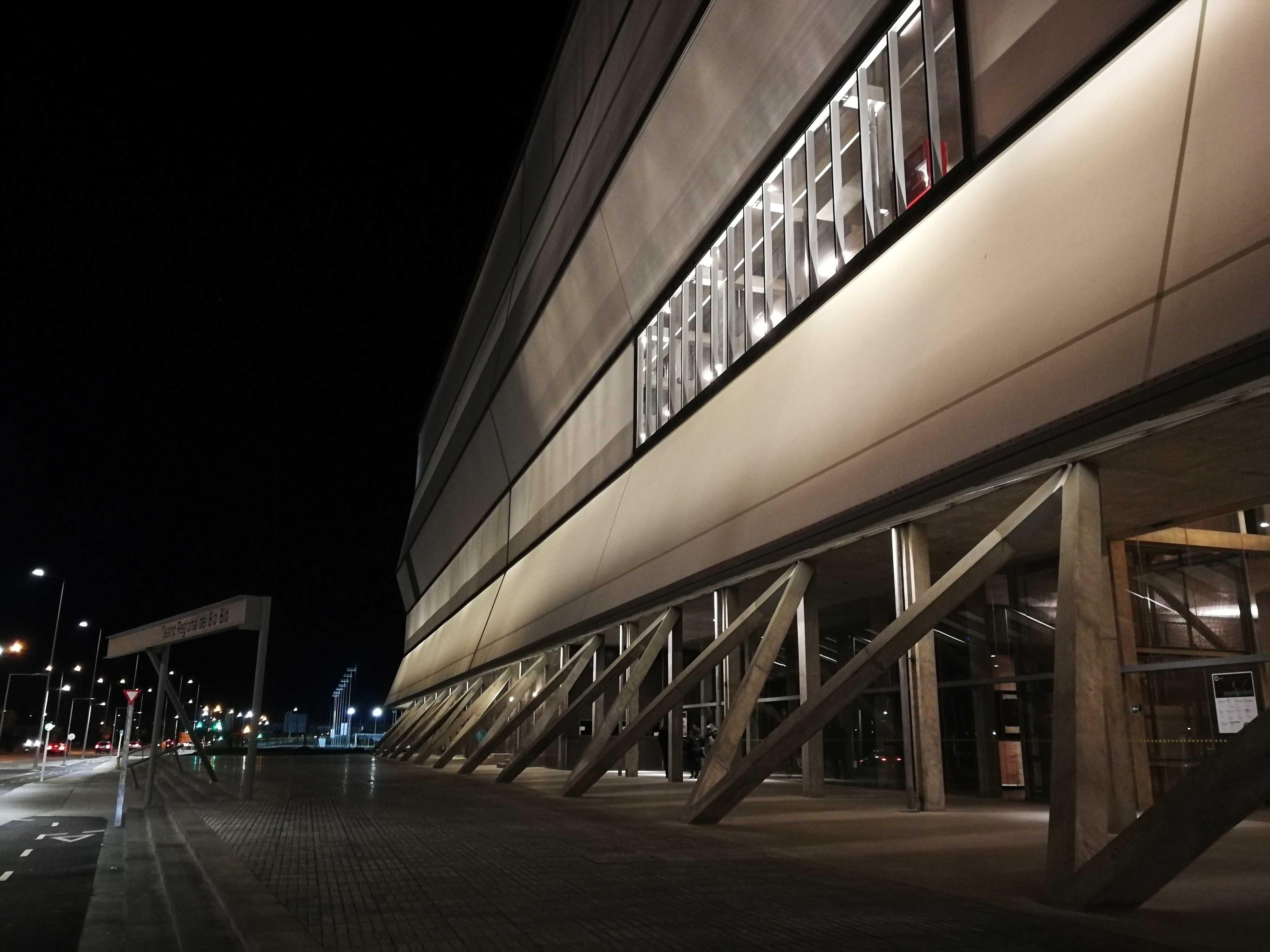
De noche el teatro se ilumina y funciona de lámpara urbana a través de un recubrimiento permeable a la luz.

Los arquitectos Smiljan Radic Clarke, Eduardo Castillo y Gabriela Medrano se adjudicaron el proyecto el 8 de octubre de 2011, a través de un concurso convocado por el Consejo Nacional de la Cultura y las Artes (CNCA) y el Gobierno Regional denominado «Nuevo Teatro Regional del Biobío», en el cual participaron 28 propuestas de Chile y el extranjero.
El proyecto original tendría una superficie de alrededor de 9 mil metros cuadrados, y debía ser entregado en 2013. El segundo lugar fue para José Cruz y el tercero lugar para la oficina D+, quienes postularon asociados con la empresa española Abalos+Sentkiewicz.
Pese a la fecha inicial de entrega, la empresa adjudicataria de la construcción del teatro se confirmó recién en junio de 2014. El proceso de construcción inició en septiembre de 2015. En noviembre de 2017, las obras tenían un 85% de avance.

### Apertura y estado actual (2018-)
Finalmente, el teatro se inauguró el 7 de marzo de 2018, con la presencia de la entonces presidenta Michelle Bachelet. Desde 2022 alberga, junto al Parque Bicentenario, el Festival Rock en Conce.

## Arquitectura

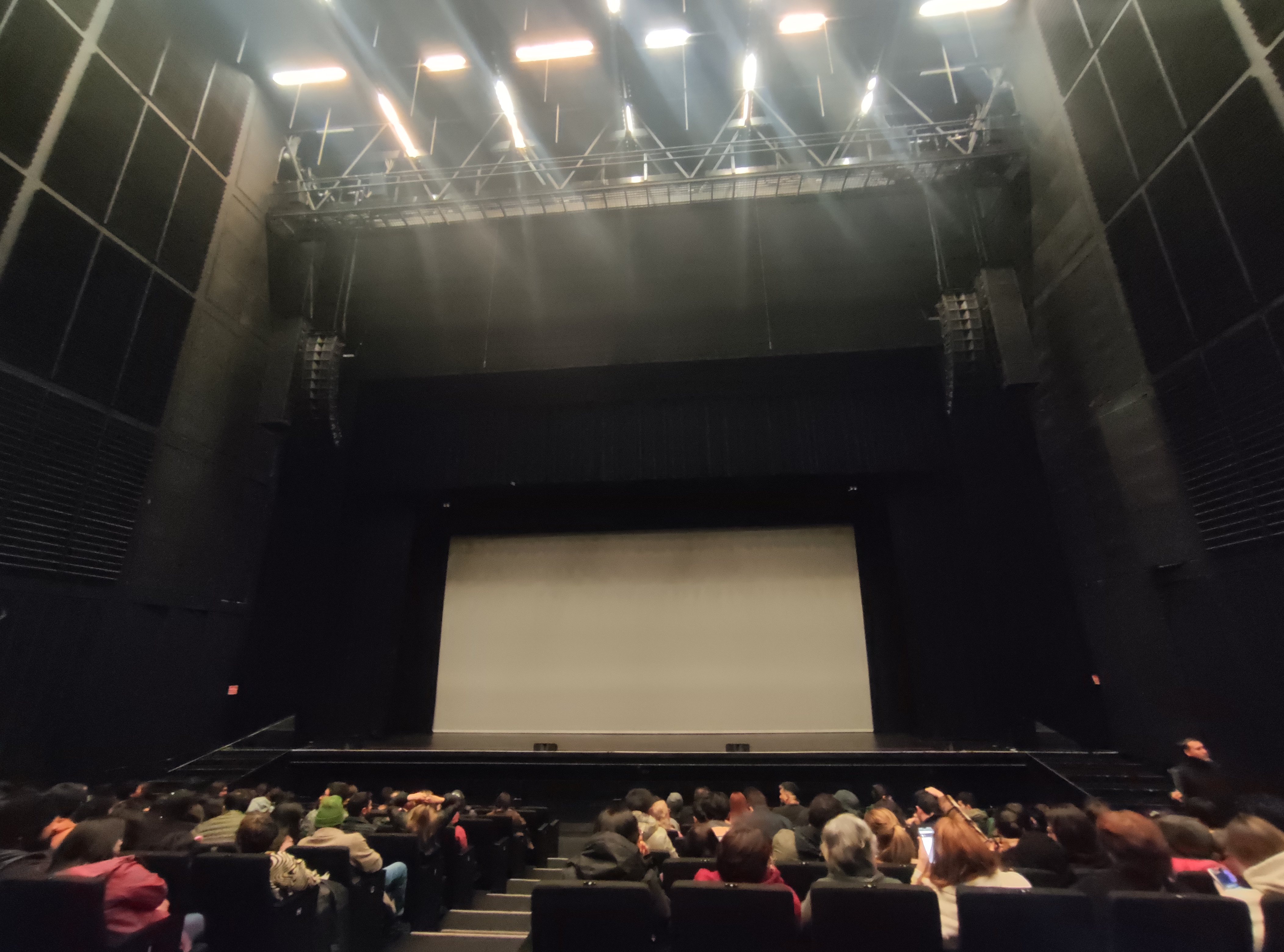
Sala de espectáculos principal del teatro en 2025

La fachada del edificio utiliza una membrana de politetrafluoroetileno (PTFE) que abarca una superficie de más de 8 mil metros cuadrados, convirtiéndose en la fachada textil más grande de América del Sur. Esta membrana fue fabricada en el extranjero por Castro Rojas, y se fijó a la estructura que la soporta mediante extrusiones de aluminio y pernos de acero inoxidable.
Conceptualmente, los arquitectos proponen la idea de un «teatro embalado» que sirva como un «embalaje para la ficción» y «envuelva» cultura.
Mientras que el interior del teatro cuenta con espacios flexibles para usos diversos, y cuenta con una «sala polivalente» para artes escénicas y otro tipo de presentaciones.

## Recepción
Desde su creación, fue fuertemente criticado desde el vox populi, principalmente por su volumetría y fachadas exteriores, en muchos casos consideradas antiestéticas, contrarias a la idea de belleza que debe inspirar un arte como la arquitectura, y porque su obra se consideró invasiva frente al acto urbano de apreciar el paisaje hacia la ribera del río Biobío. Algunos calificativos peyorativos que ha recibido son los de «feo» y «mamotreto». Ante estas calificaciones, el arquitecto Smiljan Radic, autor de la obra, se ha defendido diciendo: «No me dedico a hacer cosas bonitas, no es mi objetivo».
Pese a lo anterior, desde el ámbito arquitectónico, la obra ha sido bien recibida por la crítica especializada. De hecho, el teatro fue reconocido internacionalmente como una de las 25 obras de arquitectura más destacadas del año 2018 según la prestigiosa revista Architectural Record.

## Reconocimientos
- 2018: Nominado al Premio Beazley Designs of The Year 2018, otorgado anualmente por el Museo del Diseño de Londres.[2]
- 2022: Gran Premio de la Bienal Panamericana de Arquitectura de Quito.[19]